# 腹部打撲

腹部打撲（ふくぶだぼく）とは、腹部を打撲する事である。

## 概要と症状
腹部打撲の原因として、自転車や階段での転倒、校内暴力、スポーツや歩行中における他人との衝突、自動車事故におけるハンドルでの腹部接触、高所からの転落など様々な状況での事情が考えられる。
腹部打撲の自覚症状は長く続く強い腹部への痛みである。腹部の痛みは打撲してからどんどん痛みが強くなる場合が多いが、場合によっては時間が経過してから痛み出す事もある。肝臓、脾臓などは非常に柔らかくて傷つきやすい内臓のため、またこれらは血液の流れが豊富なため、腹腔内で出血しやすい。

## 診断と治療
腹腔内で出血した場合は手術が必要となる。腹腔内の出血は血圧などの状態が安定していれば入院の上、厳重に経過観察し出血が止まる様子が無ければ止血する必要がある。ただし出血が止まったならば、手術する必要なく治癒する。
また腹部を打っただけでも打ち所が悪かったり、強く打ったりした場合は内臓が傷ついて出血したり破れたりする事がある。膵臓は傷つきやすい臓器であり、運転中にハンドルで腹部を強く打った際などにその症例が多い。ただし膵臓は腹部においても深い場所にあるため、傷ついても症状が出にくかったり、症状が遅れて出たりする。傷の程度によっては膵液が漏れ出て重症となり、大きな手術が必要となる場合もある。また小腸や大腸などの消化管が破れた場合、腹中の腸液や便が漏れ出て、時間がたつと最悪の場合には敗血症になる恐れがあるため、早急な手術が必要となる。
このように腹部を打ってから、強い腹痛が続く場合には受診する必要があり、放置しておくと生命に関わる危険性もある。